# Kirk Baptiste
Pour les articles homonymes, voir Baptiste.
Kirk Baptiste, né le 20 juin 1962 à Beaumont, aux États-Unis, et mort le 24 mars 2022 à Houston, est un athlète américain spécialiste du 100 et du 200 mètres.
En 1984, il remporte la médaille d'argent du 200 mètres lors des Jeux olympiques de Los Angeles derrière son compatriote Carl Lewis. Il établit à cette occasion le meilleur temps de sa carrière sur la distance en 19 s 96. L'année suivante, il réalise le doublé 100⁄200 m lors des Championnats des États-Unis d'Indianapolis en respectivement 10 s 11 et 20 s 11. Lors de cette même saison 1985, Kirk Baptiste remporte l'épreuve du relais 4 × 100 mètres de la Coupe du monde des nations de Canberra aux côtés de ses coéquipiers Harvey Glance, Calvin Smith et Dwayne Evans.
L'Américain s'adjuge en 1987 le titre du 200 mètres des Championnats du monde en salle d'Indianapolis où il devance avec le temps de 20 s 73 le Français Bruno Marie-Rose et le Brésilien Robson da Silva.
Kirk Renaud Baptiste meurt le 24 mars 2022 à l'âge de 59 ans.

## Palmarès
| Année | Compétition                    | Lieu         | Résultat | Épreuve   |
| ----- | ------------------------------ | ------------ | -------- | --------- |
| 1984  | Jeux olympiques                | Los Angeles  | 2e       | 200 m     |
| 1985  | Finale du Grand Prix           | Rome         | 2e       | 200 m     |
| 1985  | Coupe du monde des nations     | Canberra     | 4e       | 100 m     |
| 1985  | Coupe du monde des nations     | Canberra     | 1er      | 4 × 100 m |
| 1987  | Championnats du monde en salle | Indianapolis | 1er      | 200 m     |